# Enter the Gungeon
Enter the Gungeon ist ein von Dodge Roll entwickeltes und von Devolver Digital veröffentlichtes Videospiel. Es handelt sich um ein Bullet-Hell-Rogue-like im Pixelstil. Das Spiel wurde am 5. April 2016 für Microsoft Windows, OS X, Linux und PlayStation 4, am 5. April 2017 für Xbox One, am 14. Dezember 2017 für Nintendo Switch, und am 22. Dezember 2020 für Google Stadia veröffentlicht.
Das Spiel handelt von 4 Abenteurern, die sich in den namensgebenden Gungeon – einen aus Schusswaffen bestehenden Dungeon – begeben, um ihre Vergangenheit ungeschehen zu machen. Hierbei erlangt der Spieler auf prozedural generierten Ebenen neue Waffen und Items, welche ihm diverse Fähigkeiten verleihen.
Bezeichnend für das Spiel ist der hohe Schwierigkeitsgrad sowie der in den Item- und Waffenbeschreibungen und deren Beschaffenheit allgegenwärtige Humor.

## Gameplay
Enter the Gungeon ist eine Mischung aus Rogue-like und Bullet Hell und wird deshalb häufig mit Nuclear Throne und The Binding of Isaac verglichen. Der Spieler wählt einen von vier spielbaren Charakteren, welche alle mit verschiedenen Waffen und Items, und damit unterschiedlichen Fähigkeiten, starten. Im Verlauf des Spiels werden weitere Charaktere freigeschaltet. Ein weiterer Spieler kann im lokalen Koop beitreten.
Der Spieler steigt den Gungeon Ebene für Ebene hinab, wobei jede Ebene zufällig aus vorab definierten Räumen mit einer Vielzahl verschiedener Gegner zusammengestellt wird. Am Ende jeder Ebene gilt es einen Boss zu besiegen, welcher für die ersten vier Ebenen zufällig aus jeweils drei möglichen ausgesucht wird. Auf jeder Eben befindet sich ein Shop, oftmals sind jedoch weitere Läden verschiedenster NPCs auffindbar.
Angriffsmuster der Gegner reichen von einzelnen, gerade fliegenden Schüssen zu wellenförmigen Schusssalven und rotierenden Kugelformationen, wobei Kugeln verschiedene Geschwindigkeiten aufweisen können. Um den Kugeln auszuweichen, steht dem Spieler eine Ausweichrolle zur Verfügung, welche ihn vorübergehend unverwundbar macht. Darüber hinaus können Tische aufgestellt und dahinter in Deckung gegangen werden. Als letztes Mittel erhält der Spieler zu Beginn jeder Ebene zwei sogenannte Blanks (engl. Platzpatrone), deren Aktivierung alle Kugeln im Raum löscht und Gegner für einige Sekunden am Feuern hindert.
Auf offensiver Seite stehen dem Spieler etwa 250 Waffen und 270 Items zur Verfügung, wovon viele durch „Synergien“ verstärkt werden können, welche oftmals Anspielungen auf andere Spiele enthalten. Synergien sind hierbei hart gecodete Modifikationen einer Waffe, die durch das gleichzeitige Besitzen gewisser Waffen und Items ausgelöst werden. Diese reichen von einfachen Schadenserhöhungen zu grundlegenden Veränderungen der Waffe.
Durch das Besiegen von Gegner erhält der Spieler Patronenhülsen, die Währung des Gungeons. Diese können innerhalb des Gungeons für Waffen und Items ausgegeben werden. Jeder besiegte Boss hinterlässt jedoch eine zweite Währung: „Hegemony Credits“. Diese dienen dazu zwischen den Versuchen neue Waffen und Items freizuschalten.

## Kritik
Das Spiel wurde größtenteils positiv aufgenommen und weist eine Metacritic-Bewertung von 83/100 auf. IGN vergab 8,5/10 Punkten, PC Gamer 78/100, Destructoid 9.5/10, The Escapist 3,5/5. 96 % aller Reviews auf Steam sind positiv (Stand: 28. April 2020).

## Absatz
Enter the Gungeon wurde innerhalb der ersten Woche nach Release über 200.000 Mal verkauft. Bis Juli 2017 wurden eine Million, bis März 2019 zwei Millionen Kopien verkauft.
Für die Nintendo Switch wurden innerhalb der ersten 2 Wochen 75.000 und bis März 2019 eine Million Kopien verkauft.

## Spin-offs
Am 19. September 2019 wurde der Plattformer Exit the Gungeon als Spin-off im Rahmen des Starts von Apple Arcade für iOS veröffentlicht. Das Spiel ist seit dem 17. März 2020 auch für PC und Nintendo Switch sowie seit dem 13. November 2020 für Xbox One und PlayStation 4 verfügbar.
2019 wurde ein Arcade-Spin-off names Enter the Gungeon: House of the Gundead angekündigt. Entsprechende Arcade-Automaten sind für 4,999 US-Dollar vorbestellbar.